# Kobieta i Biznes
Kobieta i Biznes (Women & Business) – polskie czasopismo naukowe z dziedziny nauk o zarządzaniu, wydawane od 2009 roku przez Kolegium Gospodarki Światowej Szkoły Głównej Handlowej, we współpracy ze Stowarzyszeniem Międzynarodowe Forum Kobiet. Publikowane w nim artykuły dotyczą szeroko rozumianej roli kobiet w gospodarce. Ukazuje się w cyklu rocznym. Wszystkie numery dostępne są bezpłatnie na stronie internetowej wydawcy. 

## Zasady publikacji
Każdy artykuł publikowany w piśmie musi uzyskać akceptację redaktora, a także pozytywne oceny dwóch recenzentów, przy czym autorzy i recenzenci nie znają swoich tożsamości. Wszystkie ukazują się równocześnie po polsku i po angielsku. 

## Redaktor i Rada Naukowa
- Redaktor pisma: Ewa Lisowska
- Rada Naukowa:
  - Halina Brdulak
  - Ewa Freyberg
  - Bożena Leven
  - Jacek Miroński
  - Ewa Rumińska-Zimny[1]